# Ronald Scobie
Ronald MacKenzie Scobie (ur. 8 czerwca 1893 w Mandalaj, zm. 23 lutego 1969 w Aldershot) – brytyjski generał porucznik, uczestnik obu wojen światowych.

## Wczesne lata i kariera wojskowa
Wykształcony w Cheltenham College i Royal Military Academy w Woolwich. Grał w rugby dla Szkocji w 1914 roku. Został powołany do Inżynierów Królewskich w 1914 roku i służył podczas I wojny światowej na froncie zachodnim we Francji i w Belgii. Był oficerem sztabu generalnego 3. stopnia w 1918 r. i dowódcą brygady we Francji w latach 1918–1920.

## Dwudziestolecie międzywojenne
Po wojnie został oficerem w kompanii kadetów Królewskiej Akademii Morskiej w Woolwich na kadencję 1920–1924; kapitanem sztabowym w Dowództwie Aldershot w latach 1927–1929 i dowódcą brygady także w Aldershot od 1929 do 1931 r. Po ukończeniu Staff College w Camberley w latach 1925–1926 został dyrektorem szkolenia artylerii w Royal Military College w australijskim Duntroon w 1932 r., a po ukończeniu Imperial Defense College był adiutantem generała w Biurze Wojennym w 1938 r.

## II wojna światowa
W 1939 r., po wybuchu II wojny światowej, Scobie w stopniu brygadiera był zastępcą dyrektora ds. mobilizacji w Biurze Wojennym. Następnie pełnił funkcję adiutanta generała w Kwaterze Głównej Sił Lądowych Bliskiego Wschodu w 1940 r., zanim otrzymał dowództwo 70 Dywizji Piechoty, która została wysłana do Afryki Północnej w celu odciążenia australijskiej 9 Dywizji Piechoty walczącej w oblężonym Tobruku. Scobie dowodził obroną portu od 22 października 1941 r. do 13 grudnia 1941 r., kiedy w ramach operacji Crusader 70 Dywizja Piechoty poprowadziła wyrwanie się wojsk alianckich z pierścienia okrążenia Tobruku, co zakończyło wielomiesięczną bitwę o miasto. W 1942 r. został dowódcą sił alianckich na Malcie, a 22 marca 1943 r. awansował na generała porucznika i został szefem sztabu generalnego w Kwaterze Głównej Bliskiego Wschodu. 11 grudnia 1943 r. otrzymał dowództwo III Korpusu, który został wysłany do Grecji w celu wyparcia okupacyjnych wojsk niemieckich (Operacja Manna), ale ostatecznie zaangażował się w pierwszy etap wojny domowej w Grecji, wspierając oddziały rojalistyczne w walce przeciwko republikańskiej, lewicowej partyzantce ELAS. Dowodził siłami brytyjskimi w Grecji do 1946 r., odszedł z wojska w 1947 r.